# 国际共产党
国际共产党（英語：International Communist Party，缩写为ICP，缩写为PCInt）是一个左翼共产主义国际政党组织。

## 历史
1943年，国际主义共产党在意大利成立。1952年，国际主义共产党分裂为以奥诺拉托·达门为首的多数派和以阿马迪奥·博尔迪加为首的少数派。两派都宣称拥护列宁和意大利共产主义左派。但达门不再主张夺取工会领导权和支持民族解放，而博尔迪加在这些问题上仍然捍卫共产国际的立场。分裂后不久，少数派更名为国际共产党，并开始出版刊物《共产主义纲领》，而多数派则继续出版《普罗米修斯》和《共产主义战役》两份刊物，故多数派被称作国际主义共产党。
该组织常被外界观察家称为博尔迪加派（得名于曾长期领导该组织的阿马迪奥·博尔迪加）。除了意大利（意大利是该组织最有影响的国家），该组织在其他国家也有分支。

## 现存的从原国际共产党分裂出来的组织
- 国际共产党（共产党）
- 国际共产党（共产主义纲领）
- 国际共产党（共产党人）
- 国际共产党（时代的红线）
- 国际共产党（公报）